# María Paula Salas
María Paula Salas Zúñiga (* 12. Juli 2002 in San Ramón) ist eine costa-ricanische Fußballspielerin.

## Karriere

### Vereine
Sie startete ihre Karriere im Jahr 2017 bei Saprissa FF und war dort bis 2019 aktiv. Im Dezember des Jahres folgte dann ihr Wechsel zu Alajuelense FF. Mit diesen gewann sie im Finale der Clausura 2021 dann auch über ihren Ex-Klub und holte mit dem die so die Meisterschaft. Im Oktober 2021 hatte sie bereits 70 Tore in der Liga geschossen und war da gerade einmal 19 Jahre alt.
Im Januar 2022 schloss sie sich in Italien dem ChievoVerona FM an und spielte hier für ein halbes Jahr nun in der dortigen Serie B. Seit August 2022 steht sie in Mexiko bei Rayadas de Monterrey unter Vertrag.

### Nationalmannschaft
Mit der costa-ricanischen U20 nahm sie an der CONCACAF Meisterschaft 2018 teil. Danach nahm sie mit der U17 auch an deren CONCACAF Meisterschaft im selben Jahr teil.
Mit der costa-ricanischen U20 nahm sie an der Weltmeisterschaft 2014 teil. 
Ihr erstes bekanntes Spiel für die A-Nationalmannschaft hatte sie am 19. Juli 2018 bei den Zentralamerika- und Karibikspielen 2018, wo sie in der Startelf bei dem 1:0-Sieg über Kolumbien stand. Sie wurde kurz vor Ende der ersten Halbzeit dann mit Gelb verwarnt und in der 63. Minute für Cristín Granados ausgewechselt. Auch beim Gold Cup 2018 war sie dabei. Im nächsten Jahr folgte noch die Teilnahme an den Panamerikanischen Spielen 2019 sowie im Jahr 2020 die Teilnahme an der Qualifikation für die Olympischen Spiele 2020. Ihr nächstes Turnier war dann erst wieder die CONCACAF W Championship 2022, dort gelang ihr mit ihrem Team der Halbfinaleinzug und nach dem Verpassen bei der letzten Ausgabe wieder die Qualifikation für eine WM.
Am 8. Juli 2023 wurde sie für den Kader der Weltmeisterschaft 2023 nominiert.